# Puchar Sześciu Narodów 2012
Puchar Sześciu Narodów 2012 (2012 Six Nations Championship, a także od nazwy sponsora turnieju Royal Bank of Scotland – 2012 RBS 6 Nations) – trzynasta edycja Pucharu Sześciu Narodów, corocznego turnieju w rugby union rozgrywanego pomiędzy sześcioma najlepszymi zespołami narodowymi półkuli północnej. Turniej odbył się pomiędzy 4 lutego a 17 marca 2012. Pucharu broniła reprezentacja Anglii.
Wliczając turnieje w poprzedniej formie, od czasów Home Nations Championship i Pucharu Pięciu Narodów, była to 118 edycja tych zawodów. W turnieju brały udział seniorskie reprezentacje narodowe Anglii, Francji, Irlandii, Szkocji, Walii i Włoch.
W zawodach triumfował zespół Walii, zdobywając dodatkowo trzeciego Wielkiego Szlema na przestrzeni ośmiu lat. Pierwszą od 2007 roku drewnianą łyżkę za ostatnie miejsce w turnieju otrzymała natomiast reprezentacja Szkocji, która komplet porażek ostatni raz odniosła w 2004 roku.
Rozkład gier upublikowano w styczniu 2011 roku, jednocześnie też ogłoszono, że po raz pierwszy od turnieju w 2008 żaden mecz nie zostanie rozegrany w piątek, nie wykluczając jednak takiej możliwości w przyszłości. Sędziowie tych spotkań zostali natomiast wyznaczeni 1 listopada 2011 roku, z jedną zmianą z powodu kontuzji Alaina Rollanda.
Reprezentacja Włoch pierwszy raz w historii swoich startów w turnieju swoje mecze w roli gospodarza rozgrywała poza Stadio Flaminio, który przechodził modernizację. Obiektem, na którym gościła swoich rywali, był rzymski Stadio Olimpico.
Z powodu stwarzającego zagrożenie dla zawodników zmrożonego boiska na Stade de France sędzia Dave Pearson odwołał zaplanowany na 11 lutego mecz drugiej kolejki Francja–Irlandia. Spotkanie mogło zostać rozegrane w jeden z wolnych weekendów (18-19 lutego lub 3-4 marca), przy czym preferowanym przez trenerów obu drużyn rozwiązaniem był pierwszy z nich, aby uniknąć konieczności rozgrywania meczów turnieju cztery tygodnie z rzędu. Oficjele jednak podjęli decyzję o przeprowadzeniu spotkania 4 marca.
Najlepszym zawodnikiem turnieju został reprezentujący Walię Dan Lydiate, najwięcej punktów zdobył jego rodak Leigh Halfpenny, natomiast największą liczbę przyłożeń zaliczył Irlandczyk Tommy Bowe. IRB opublikowała następnie podsumowanie statystyczno-analityczne tej edycji.

## Uczestnicy
W turnieju uczestniczyły:
| Zespół   | Stadion narodowy   | Miasto   | Trener               | Kapitan                                 |
| -------- | ------------------ | -------- | -------------------- | --------------------------------------- |
| Anglia   | Twickenham         | Londyn   | Stuart Lancaster     | Chris Robshaw                           |
| Francja  | Stade de France    | Paryż    | Philippe Saint-André | Thierry Dusautoir                       |
| Irlandia | Aviva Stadium      | Dublin   | Declan Kidney        | Paul O’Connell Rory Best                |
| Szkocja  | Murrayfield        | Edynburg | Andy Robinson        | Ross Ford                               |
| Walia    | Millennium Stadium | Cardiff  | Warren Gatland       | Sam Warburton Ryan Jones Gethin Jenkins |
| Włochy   | Stadio Olimpico    | Rzym     | Jacques Brunel       | Sergio Parisse                          |

## Mecze

### Tydzień 1
| 4 lutego 201214:30 | Francja                                                                        | 30:12(15:6) | Włochy                        | Stade de France, Saint-Denis Widzów: 79 563 Sędzia: Nigel Owens |
| 4 lutego 201214:30 | Clerc 5 (P), Rougerie 5 (P), Fofana 5 (P), Malzieu 5 (P), Yachvili 10 (2pd 2K) | 30:12(15:6) | Burton 9 (dg 2K), Botes 3 (K) | Stade de France, Saint-Denis Widzów: 79 563 Sędzia: Nigel Owens |
| 4 lutego 201214:30 | Geldenhuys                                                                     | 30:12(15:6) |                               | Stade de France, Saint-Denis Widzów: 79 563 Sędzia: Nigel Owens |

| 4 lutego 201217:00 | Szkocja      | 6:13(6:3) | Anglia                           | Murrayfield Stadium, Edynburg Widzów: 67 144 Sędzia: George Clancy |
| 4 lutego 201217:00 | Parks 6 (2K) | 6:13(6:3) | Farrell 8 (pd 2K), Hodgson 5 (P) | Murrayfield Stadium, Edynburg Widzów: 67 144 Sędzia: George Clancy |

| 5 lutego 201215:00 | Irlandia                                  | 21:23(10:5) | Walia                                            | Aviva Stadium, Dublin Widzów: 51 000 Sędzia: Wayne Barnes |
| 5 lutego 201215:00 | Bowe 5 (P), Sexton 11 (pd 3K), Best 5 (P) | 21:23(10:5) | Halfpenny 8 (pd 2K), Davies 10 (2P), North 5 (P) | Aviva Stadium, Dublin Widzów: 51 000 Sędzia: Wayne Barnes |
| 5 lutego 201215:00 | Ferris                                    | 21:23(10:5) | Davies                                           | Aviva Stadium, Dublin Widzów: 51 000 Sędzia: Wayne Barnes |

### Tydzień 2
| 11 lutego 201216:00 | Włochy                                           | 15:19(12:6) | Anglia                            | Stadio Olimpico, Rzym Widzów: 53 700 Sędzia: Jérôme Garcès |
| 11 lutego 201216:00 | Venditti 5 (P), Benvenuti 5 (P), Burton 5 (pd K) | 15:19(12:6) | Farrell 14 (pd 4K), Hodgson 5 (P) | Stadio Olimpico, Rzym Widzów: 53 700 Sędzia: Jérôme Garcès |

| 4 marca 201216:00 | Francja                     | 17:17(6:17) | Irlandia                       | Stade de France, Saint-Denis Widzów: 79 600 Sędzia: Dave Pearson |
| 4 marca 201216:00 | Parra 12 (4K), Fofana 5 (P) | 17:17(6:17) | Bowe 10 (2P), Sexton 7 (2pd K) | Stade de France, Saint-Denis Widzów: 79 600 Sędzia: Dave Pearson |

| 12 lutego 201215:00 | Walia                                    | 27:13(3:3) | Szkocja              | Millennium Stadium, Cardiff Widzów: 73 189 Sędzia: Romain Poite |
| 12 lutego 201215:00 | Halfpenny 22 (2P 3pd 2K), Cuthbert 5 (P) | 27:13(3:3) | Laidlaw 13 (P pd 2K) | Millennium Stadium, Cardiff Widzów: 73 189 Sędzia: Romain Poite |
| 12 lutego 201215:00 | Jenkins                                  | 27:13(3:3) | R. Lamont · de Luca  | Millennium Stadium, Cardiff Widzów: 73 189 Sędzia: Romain Poite |

### Tydzień 3
| 25 lutego 201213:30 | Irlandia                                                                  | 42:10(17:10) | Włochy                        | Aviva Stadium, Dublin Widzów: 51 000 Sędzia: Craig Joubert |
| 25 lutego 201213:30 | Bowe 10 (2P), Earls 5 (P), Trimble 5 (P), Sexton 17 (4pd 3K), Court 5 (P) | 42:10(17:10) | Botes 5 (pd K), Parisse 5 (P) | Aviva Stadium, Dublin Widzów: 51 000 Sędzia: Craig Joubert |

| 25 lutego 201216:00 | Anglia          | 12:19(9:6) | Walia                                   | Twickenham Stadium, Londyn Widzów: 80 764 Sędzia: Steve Walsh |
| 25 lutego 201216:00 | Farrell 12 (4K) | 12:19(9:6) | Halfpenny 14 (pd 4K), S. Williams 5 (P) | Twickenham Stadium, Londyn Widzów: 80 764 Sędzia: Steve Walsh |
| 25 lutego 201216:00 | Priestland      | 12:19(9:6) |                                         | Twickenham Stadium, Londyn Widzów: 80 764 Sędzia: Steve Walsh |

| 26 lutego 201215:00 | Szkocja                                                   | 17:23(10:10) | Francja                                                       | Murrayfield Stadium, Edynburg Widzów: 67 200 Sędzia: Wayne Barnes |
| 26 lutego 201215:00 | Laidlaw 5 (pd K), Hogg 5 (P), L. Jones 5 (P), Weir 2 (pd) | 17:23(10:10) | Parra 10 (2pd 2K), Fofana 5 (P), Médard 5 (P), Beauxis 3 (dg) | Murrayfield Stadium, Edynburg Widzów: 67 200 Sędzia: Wayne Barnes |

### Tydzień 4
| 10 marca 201214:30 | Walia                                                                 | 24:3(9:3) | Włochy           | Millennium Stadium, Cardiff Widzów: 73 892 Sędzia: George Clancy |
| 10 marca 201214:30 | Roberts 5 (P), Halfpenny 11 (pd 3K), Priestland 3 (K), Cuthbert 5 (P) | 24:3(9:3) | Bergamasco 3 (K) | Millennium Stadium, Cardiff Widzów: 73 892 Sędzia: George Clancy |
| 10 marca 201214:30 | Halfpenny                                                             | 24:3(9:3) |                  | Millennium Stadium, Cardiff Widzów: 73 892 Sędzia: George Clancy |

| 10 marca 201217:00 | Irlandia                                                                    | 32:14(22:14) | Szkocja                    | Aviva Stadium, Dublin Widzów: 51 000 Sędzia: Chris Pollock |
| 10 marca 201217:00 | Best 5 (P), Reddan 5 (P), Trimble 5 (P), Sexton 12 (3pd 2K), McFadden 5 (P) | 32:14(22:14) | Gray 5 (P), Laidlaw 9 (3K) | Aviva Stadium, Dublin Widzów: 51 000 Sędzia: Chris Pollock |
| 10 marca 201217:00 | Evans                                                                       | 32:14(22:14) |                            | Aviva Stadium, Dublin Widzów: 51 000 Sędzia: Chris Pollock |

| 11 marca 201215:00 | Francja                                                   | 22:24(9:14) | Anglia                                                     | Stade de France, Saint-Denis Widzów: 80 895 Sędzia: Alain Rolland |
| 11 marca 201215:00 | Beauxis 9 (3K), Parra 5 (pd K), Dupuy 3 (K), Fofana 5 (P) | 22:24(9:14) | Croft 5 (P), Foden 5 (P), Tuilagi 5 (P), Farrell 9 (3pd K) | Stade de France, Saint-Denis Widzów: 80 895 Sędzia: Alain Rolland |
| 11 marca 201215:00 | Sharples                                                  | 22:24(9:14) |                                                            | Stade de France, Saint-Denis Widzów: 80 895 Sędzia: Alain Rolland |

### Tydzień 5
| 17 marca 201212:30 | Włochy                                             | 13:6(3:3) | Szkocja            | Stadio Olimpico, Rzym Widzów: 72 354 Sędzia: Alain Rolland |
| 17 marca 201212:30 | Bergamasco 3 (K), Burton 5 (pd dg), Venditti 5 (P) | 13:6(3:3) | Laidlaw 6 (2K)     | Stadio Olimpico, Rzym Widzów: 72 354 Sędzia: Alain Rolland |
| 17 marca 201212:30 | Zanni                                              | 13:6(3:3) | De Luca · Hamilton | Stadio Olimpico, Rzym Widzów: 72 354 Sędzia: Alain Rolland |

| 17 marca 201214:45 | Walia                                | 16:9(10:3) | Francja                        | Millennium Stadium, Cardiff Widzów: 72 658 Sędzia: Craig Joubert |
| 17 marca 201214:45 | Halfpenny 11 (pd 3K), Cuthbert 5 (P) | 16:9(10:3) | Beauxis 3 (K), Yachvili 6 (2K) | Millennium Stadium, Cardiff Widzów: 72 658 Sędzia: Craig Joubert |

| 17 marca 201217:00 | Anglia                                                | 30:9(9:6) | Irlandia      | Twickenham Stadium, Londyn Widzów: 80 567 Sędzia: Nigel Owens |
| 17 marca 201217:00 | Youngs 5 (P), Farrell 20 (pd 6K), 1 karne przyłożenie | 30:9(9:6) | Sexton 9 (3K) | Twickenham Stadium, Londyn Widzów: 80 567 Sędzia: Nigel Owens |